# 素点
素点，也叫位，英文单词为Place（s）。
十九世纪的数学家确定了代数数是复数一种类型 ，这使在1897年亨泽尔发现P-adic数。一个数域所有的各种可能的嵌入都正好可对应该次嵌入拓扑完备化。一个数域F上的素点本质是F一个绝对赋值的等价类，用来度量F元素的大小。两个这样的绝对赋值都认为是等价的：如果一些元素的大小在一种度量下一样大小（或逼近）。在一般情况下，他们可分为三类，首先平凡绝对赋值| |0, 数域F中零元素的平凡绝对赋值总为0，所有非零元素的平凡绝对赋值总为1。第二类和第三类是阿基米德绝对赋值（阿基米德素点）和非阿基米德绝对赋值（非阿基米德素点）（或超度量），在一个素点完备F后，出现两种情况，一个柯西序列，一个空序列，也就是序列xn)n ∈ N such that |xn，当n趋于无穷，可以证明这又是一个域，在给定素点的F的完备域。
例如F= 有理数域Q时，会发生以下的非平凡赋值（奥斯特洛夫斯基定理）：域Q的绝对赋值为通常绝对值，这产生了完备的实数R拓扑域。另一方面，对于任何素数p， 如下定义产生p进数域：
|q|p = p−n,  q = pn a/b ，q 和 a 和 b都不整除p.
R通常的绝对值和p进数域Qp的范数不同，当q 乘以p的幂升高逐渐变小，完全相反R通常的绝对值。